# 麗娜有甚麼
《麗娜有甚麼》是一部2013年上映的汶萊電影。由哈爾利夫·哈吉·穆罕默德和法里德·阿茲蘭·加尼執導，並由舒克里·馬哈里、陶夫費克·伊爾亞斯和達揚庫·蒙伊麗·彭伊蘭·莫希德丁主演。該片是汶萊自1968年以來第一部商業電影。
《麗娜有甚麼》使用馬來語汶萊方言進行拍攝，是首部使用該方言拍攝的電影。《麗娜有甚麼》亦為首部全體製作人員均為汶萊人的電影和製片商君藍製作10周年紀念電影。君藍製作常务董事，亦為該片監製的努賴恩·阿卜杜拉表示，製作該電影的目的在於測試汶萊電影人才的能力，以及訓練他們表演、上映等製作電影應有的技能。

## 劇情
一個冒失的廣告人哈金（舒克里·馬哈里飾）踏入30歲，開始承受被遊說結婚的壓力。其朋友法伊薩爾（陶夫費克·伊爾亞斯飾）叫他娶一個名為麗娜的女子為妻。第二天，廣告公司迎來一個新的市場部經理，而這位市場部經理的名稱就是麗娜（達揚庫·蒙伊麗·彭伊蘭·莫希德丁飾）。
與此同時，法伊薩爾與一個漂亮的女侍應特麗妮墮入愛河，但卻要面對一個貓王模仿者的競爭。法伊薩爾和那個貓王模仿者因此決定參加一個電視台达人秀，法伊薩爾決定展示自己演唱當杜特樂的本領，以取得特麗妮的芳心。
麗娜和哈金成為好友，並合作完成了公司的大計劃。因為家人和朋友的壓力，哈金決定向麗娜求婚。

## 上映及反響
《麗娜有甚麼》在2013年2月23日在汶萊上映。上映之前已獲得汶萊政府和媒體的讚賞。泰國《國民報》一篇文章表示，《麗娜有甚麼》所反映的片段引發觀眾的幻想，而且使觀眾很難從現實中脫離幻想。汶萊廣播電視台唱片騎師法里德表示，電影的故事情節很有趣，亦包含大量與工作有關的笑話。《婆羅洲人指南》的阿利夫認為電影十分有趣，認為這是一部必看的電影，亦因電影用了汶萊方言，因此較易理解。
《麗娜有甚麼》獲得2013年東盟電影節评委特别奖，並入圍該電影節的最佳喜剧奖。《麗娜有甚麼》亦在2013年琅勃拉邦電影節中參展。